# Undergraduate Texts in Mathematics and Technology
Undergraduate Texts in Mathematics and Technology (SUMAT) ist eine Reihe von Lehrbüchern des Springer-Verlags. Die Bücher sind thematisch an die Serie Undergraduate Texts in Mathematics angelehnt, mit Verfeinerung in Technologie und Applikation.
Herausgeber der Reihe sind Helge Holden und Keri Kornelsen (früher: Jonathan Borwein).

## Ausgaben
- Christiane Rousseau, Yvan Saint-Aubin: Mathematics and Technology, 2008 (sowie die französische Ausgabe). ISBN 978-0-387-69216-6
- Mario Lefebvre: Basic probability with applications, 2009. ISBN 978-0-387-74995-2
- Wilhelm Forst, Dieter Hoffmann: Optimization. Theory and Practice, 2010. ISBN 978-0-387-78977-4
- Alexander Shen: Algorithms and Programming. (2. Auflage, zuerst Birkhäuser), ISBN 978-1-4419-1748-5
- Vladimir Rovenski: Modelling curves and surfaces with MATLAB, 2010. ISBN 978-0-387-71278-9
- George Anasstassiou, Razvan Mezei: Numerical analysis using Sage, 2010. ISBN 978-3-319-16739-8
- Timothy Feeman: The mathematics of medical imaging. A beginner's guide, 2010. ISBN 978-3-319-22665-1
- Richard Enns: It's a nonlinear world, 2011. ISBN 978-0-387-75340-9
- Jonathan Borwein, Matthew Skerritt: An introduction to mathematical computing with Maple, 2011. ISBN 978-1-4614-0122-3
- Jonathan Borwein, Matthew Skerritt: An introduction to mathematical computing with Mathematica, 2011. ISBN 978-1-4614-4253-0
- Glenn Ledder: Mathematics for the life sciences, 2013. ISBN 978-1-4614-7276-6
- Christian Constanda: Differential Equations. A primer for scientists and engineers, 2013. ISBN 978-3-3195-0223-6
- Roland Shonkwiler: Finance with Monte Carlo, 2013. ISBN 978-1-4614-8511-7
- Jay Treiman: Calculus with Vectors, 2014. ISBN 978-3-319-09438-0
- Hans-Joachim Bungartz, Stefan Zimmer, Martin Buchholz, Dirk Pflüger: Modeling and simulation. An application-oriented approach, 2014. ISBN 978-3-642-39524-6
- David Finston, Patrick Morandi: Abstract Algebra, 2014. ISBN 978-3-319-04498-9
- Alko Meijer: Algebra for Cryptologists, 2016. ISBN 978-3-319-30396-3
- Ching-Shan Chou, Avner Friedman: Introduction to mathematical biology, 2016. ISBN 978-3-319-29638-8
- Leo Liberti, Carlile Levor: Euclidean Distance Geometry, 2017. ISBN 978-3-319-86934-6
- Fady Alajaji, Po-Ning Chen: An Introduction to Single-User Information Theory, 2018. ISBN 978-981-10-8001-2
- Francisco J. Aragón, Miguel Goberna, Marco López, Margarita Rodrígez: Nonlinear Optimization, 2019. ISBN 978-3-030-11183-0
- Øyvind Ryan: Linear Algebra, Signal Processing, and Wavelets - A Unified Approach: MATLAB Version, 2019. ISBN 978-3-030-01812-2
- Øyvind Ryan: Linear Algebra, Signal Processing, and Wavelets - A Unified Approach: Python Version, 2019. ISBN 978-3-030-02940-1
- Lindsay Childs: Cryptology and Error Correction: An Algebraic Introduction and Real-World Applications, 2019. ISBN 978-3-030-15453-0
- Giray Ökten: Probability and Simulation, 2020. ISBN 978-3-030-56070-6
- Wolfram Koepf: Computer Algebra: An Algorithm-Oriented Introduction, 2021. ISBN 978-3-030-78016-6
  - Deutsche Ausgabe (nicht Teil der SUMAT Reihe): Computeralgebra: Eine algorithmisch orientierte Einführung, 2006. ISBN 978-3-540-29894-6
- Tomas Sauer: Continued Fractions and Signal Processing, 2021. ISBN 978-3-030-84360-1
- Heather A. Moon, Thomas J. Asaki, Marie A. Snipes: Application-Inspired Linear Algebra, 2022. ISBN 978-3-030-86155-1